# Piptochaetium indutum
Piptochaetium indutum är en gräsart som beskrevs av Parodi. Piptochaetium indutum ingår i släktet Piptochaetium och familjen gräs. Inga underarter finns listade i Catalogue of Life.